# コーヒーキャビネット
コーヒーキャビネット（英語: coffee cabinet）は、アメリカ合衆国ロードアイランド州のご当地グルメの1つ。
ロードアイランド州は、アメリカ合衆国で最も面積の広い州であり、州特有の飲食物も多い。
コーヒーキャビネットもそういったロードアイランド州特有の食べ物である。甘いコーヒークリーム（あるいはインスタントコーヒー、砂糖、コーンシロップを混ぜたもの）とミルクを合せた「コーヒーミルク（coffee milk）」の人気は高い。このコーヒーミルクにバニラアイスクリームを加えたミルクシェイクがコーヒーキャビネットである。